# Pandanus sulcatus
Pandanus sulcatus är en enhjärtbladig växtart som beskrevs av Harold St.John. Pandanus sulcatus ingår i släktet Pandanus och familjen Pandanaceae. Inga underarter finns listade.